# Associazione nazionale sordi (Filippine)
L'Associazione dei Sordi Filippini (in lingua filippina Pilipinas Federation ng Bingi ed in lingua inglese Philippine Federation of the Deaf) è l'associazione della comunità sorda filippina.